# Кожухарство у Србији
Кожухарство у Србији је један од старих заната којим су се бавили кожухари или ћурчије, који су израђивали зимске одевне предмете од коже и крзна — ћурак или кожух и грудњак, шубаре, опаклије (до земље дуге капуте), и бунди.  У свом развојном периоду кожухарство у Србији и околине достиже врхунац од 1885 до 1912 године, када с повећањем фабричних производа и индустријске робе на тржишту почиње да опада. У томе свом периоду развоја, процвата и опадања кожухарски занат је био важан и утицајан економски фактор у Србији.

## Историја
Кожухарство у Србији имало је свој највиши успон око 1912 године и делом после Првог светског рата. Од тога времена занат постепено опада. На тржиште Србије се слива страна роба, занатлије долазе из Аустрије и конкуришу бољим квалитетом. Такође у то време сродни занати се почињу мешати и прелазилити своју надлежност и сваки жели да израђује оно што има бољу прођу код купаца. Ове промене су се јако одражавало на кожухарски и ћурчиски занату Србији.
Потражња кожуха између два светск рата све више се смањује, због све веће замене са сукненим и фабричким хаљецима. Али поред свега тога кожухарима широм Србије остају верни потрошачи кко из села тако и града, јер се кожух и даље задржао у практичној употреби као важан хаљетак, само му је израда упрошћенија.
За време Другог светског ррата кожухари раде беле кожухе — „физоване", зупчане с „подметом од хартије у боји због недостатка коже. Цела израда је само спреда дуж филинџира. Овако се ради дуго и после ослобођења Србије, кад се кожуси веома мало израђују због рациониране расподеле и потрошње коже. Кожуси се раде само од донесеног материјала све до 1952 године, кад је у СФР Југославији поново дозвољен откуп кожа.
Данас се бојени кожуси украшавају много мање него до Другог светског рата. У околини Неготина се раде „јабучице" а у Пожаревцу и околини црна грана с тиршетом, каиши и крзно, док је од банатских кожуха остало само „физовање".

## Кожухарске радње
Занатске кожухарске радње или „дућани" — били су ниски, с дрвеним ћепенцима са два одељења, опремљена потребним прибором, алатом и посудама за штављење коже:

### Прво одељење
Прво одељење служило је за кројење коже, слагање готове робе и продавају. Ово одељење је било богато са „лагерском" робом, која је слагана на рафовима готових шубара и кожуха.
Алат
У првом одељењу, радионице за кројење и шивење кожуха, коришћен је овај алат: 
- маказе, игле, напрстак,
- шаблони (за кројење),
- „кревет" — тезга за кројење и седење при раду,
- ниско седало од дасака, који је обично прекопута тезге за кројење.
- рафови за смештај калупа,

### Друго одељење
Друго оделјенје (које је обично из дворишта), служило је као радионица, у којој се кожа „учињала“ — прерађивала. 
Алат
У овом делу радионице коришћен је следећи алтат и судови за штављење коже: 
- дрвена каца за кисељење коже,
- дрвена ступа с гвозденим тучком за туцање дудове гљиве (за бојење),
- „калафар или коса за „лешење" кожа (употребљаван до 1900 године),
- „грипка" за скидање „месине" с кожа
- „теглић“ за тегљење-истезање штављених кожа.

### Радна снага
У кожухарској радионици занат су обављали мајстор, калфа, млађи калфа (калфић“) и шегрти. Понекад је у једнној радњи био још понеки мајстор. Онда би се он, за разлику од главног мајстора, звао и по имену, („мајстор Јово“ , „мајстор Никола" итд), а главни само са „мајсторе"
Шегртска служба је трајала две године. Дечаци су узимани већином са села; до 1900 године шегрт је називан „чирак“ . За шегрте су долазила обично сиромашнија деца да би она ксније као занатлије помагали своју породицу. Пазило се да дете које се узима на занат буде што крупније и јаче. Некад је шегрт узиман без основне школе, али после 1900 године шегрт је морао да има основну школу.

## Набавка коже
Коже за прераду кожухари су куповали од варошких и сеоских касапа (месара), а било је у Србији и неколико трговаца кожом. Раније, док је Неготин био у саставу Видинског пашалука, коже су дељене мајсторрима једном годишње у Видину. Био је обичај да се сви кожухари састану у Видину и да сваки мајстор изјави колико му је кожа потребо за рад. Одредила би се два-три мајстора и послала у Букурешт да закупе на кланици све јагњеће коже. У Букурешт су коже сољене, сушене на сунцу, паковане и слате у Видин, где су дељене мајсторима према потреби.

## Прерада коже
Чишћење кожа од меса
Кожухар је био веома вешт у припреми и штављењу кожа. Кожа за штаву припрана је на тај начин што се најпре чистила од месине (заосталог меса на кожи после клања) помоћу грипке, мале ручне алатке од савијеног гвожђа с дрвеном дршком. Ова се алатка употребљава од 1900 године. До тада се употреблљавао „калафар", кована коса, постављена вертикално на дрвену клупу на којој се седело и по оштрој страни косе превлачила кожа с месом. Кад се са коже скине заостало месо, кожа се посипа смесом од гипса и брашна (у подједнакој размери) и поново враћа на стругање. 
Након овог поступка коже класирају. Лeпe, беле коже одвајају се за „бели рад“ (јер су најбеље) и од њих се праве најбољи кожуси и шубаре.
Лешење и штављење кожа
Следећа радња је „лешење“ (скидање последњег слоја меса) ксжа које су стајале у води два до три дана, па се добро оперу, оцеде и стављају у штаву, која се припрема од воде, соли. мекиња и пројиног
брашна. За штављење једне коже узима се 100 грама соли и 250 грама мекиња. У осољену воду замаче се свака кожа, превијена на наличје тако да вуна буде окренута унутра, а спољна страна коже се „осоли“
трицама од пшеничног брашна помешаним с пројиним брашном. Штави се над кацом у којој су укрштене менгеле (сл. 27) две дуге мотке, тако да кожа стоји на врху каце. На њих се слажу коже. Кад се заврши „солење“ , с врха се узимају две три коже, савијају у трубу и слажу у кацу. Тако се ради редом док се све коже не савију и не ставе у воду. Тако сложене у каци остају 24 часа, после чега почиње мешање кожа два пута дневно за 14 дана. Кад се коже изваде из штаве, простиру се по трави
да се суше гако да стругана, односво штављена страна буде окренута сунцу. Осушене коже се сутрадан прскају штавом и тегле преко „теглића“ (врста сечива од секире усађеног у дрвету са оштрицом окренутом у горе). 
Чукање кожа
„Чукање“ кожа је шибање кожа танким прутићем помоћу кога се с руна отреса прах од штаве док је кожа причвршћена у дрвеном раму — менгелама. Ово је посао шегрта, али ако је у питању „бели рад“, онда
руно се прска водом из уста а прутићем се удара по другој страни. Кожа се превије напола тако да руно буде окренуто горе и тако савијена износи на сунце. Пошто свака кожа има три слоја, то се овако
приређене коже поново стрижу грипком да би се скинуо први елој, под којим је „лице“ (други слој коже). Иза другог слоја је трећи слој коже, који је врло танак и држи вуну. После овог чишћења коже се одвајају за бојење.
Бојење кожа
Бојење коже вршено је на различите начине па се тако у:
- Неготинској Крајини кожа бојила дудовом печурком или печурком од ораха.
- Пожаревцу и околини кожа се бојила и печурком од бреста и јабуке.

Печурке којих је имало највише у околини Ђевђелије, тошиле су се само у Неготину, Пожаревацу и Београд месечно, до пред Први светски рат, и до 1.500 кг.  
Да би се обојило 100 комада кожа потребно је 5 кг суве печурке која се прво тувцала у дрвеној ступи па се затим кувала. Од дужине кувања зависио је тон боје (ако се печурка дуже кува, добија се боја затвореносмеђа,  а ако се мање кува, добија се светлија боја.
Приликом бојења печурком многи кожухари додају зелену галицу и њоме регулишу боју. За тамније смеђу боју ставља се у „чорбу“ печурке више, а за светлију боју мање зелене галице. 
Након бојења влажне коже бацају се на конопац да се суше, али се води рачуна да их не обасја сунце..
После сушења коже се поново тегле преко теглића, а грипком, која је обавијена саргијом. скида се вишак боје с њих. За тај посао причврсте се коже у менгеле, дрвени рам који се обично држи испод
стрехе у дворишту.